# Pouteria superba
Pouteria superba là một loài thực vật có hoa trong họ Hồng xiêm. Loài này được (Vermoesen) L.Gaut. miêu tả khoa học đầu tiên năm 1997.